# Epilobium microphyllum
Epilobium microphyllum är en dunörtsväxtart som beskrevs av Achille Richard. Epilobium microphyllum ingår i släktet dunörter, och familjen dunörtsväxter. Inga underarter finns listade i Catalogue of Life.